# Émeutes de 2005 dans les banlieues françaises
Vous lisez un « bon article » labellisé en 2018.
Pour les articles homonymes, voir Émeutes de 2005.
Les émeutes de 2005 dans les banlieues françaises sont des émeutes qui ont commencé à Clichy-sous-Bois à la suite de la mort de deux adolescents, Zyed Benna et Bouna Traoré, le 27 octobre 2005, électrocutés dans l'enceinte d'un poste électrique alors qu'ils cherchent à échapper à un contrôle de police et de l'envoi, trois jours plus tard, d'une grenade lacrymogène à l'entrée de la mosquée Bilal par des forces de l'ordre victimes de tirs de projectiles.
Le 30 octobre, ce second événement étend les émeutes de Clichy-sous-Bois et Montfermeil à l'ensemble de la Seine-Saint-Denis, puis deux jours plus tard à des communes partout en France. L'état d'urgence est déclaré le 8 novembre, puis prolongé pour une durée de trois mois. Le 17 novembre, la situation est revenue à la normale. Au total, on compte 2 921 personnes interpellées et trois morts parmi la population, ainsi que des importantes dégradations d'infrastructures et de matériel, en particulier des voitures brûlées.
Ces trois semaines se différencient des autres émeutes urbaines en France par leur durée, leur extension à des nombreuses banlieues, l'ampleur des destructions matérielles et l'ampleur de leur couverture médiatique. Elles sont les plus importantes en France depuis Mai 68, et sans équivalent en Europe avant les émeutes de 2011 en Angleterre.

## Tensions au cours de l'année 2005

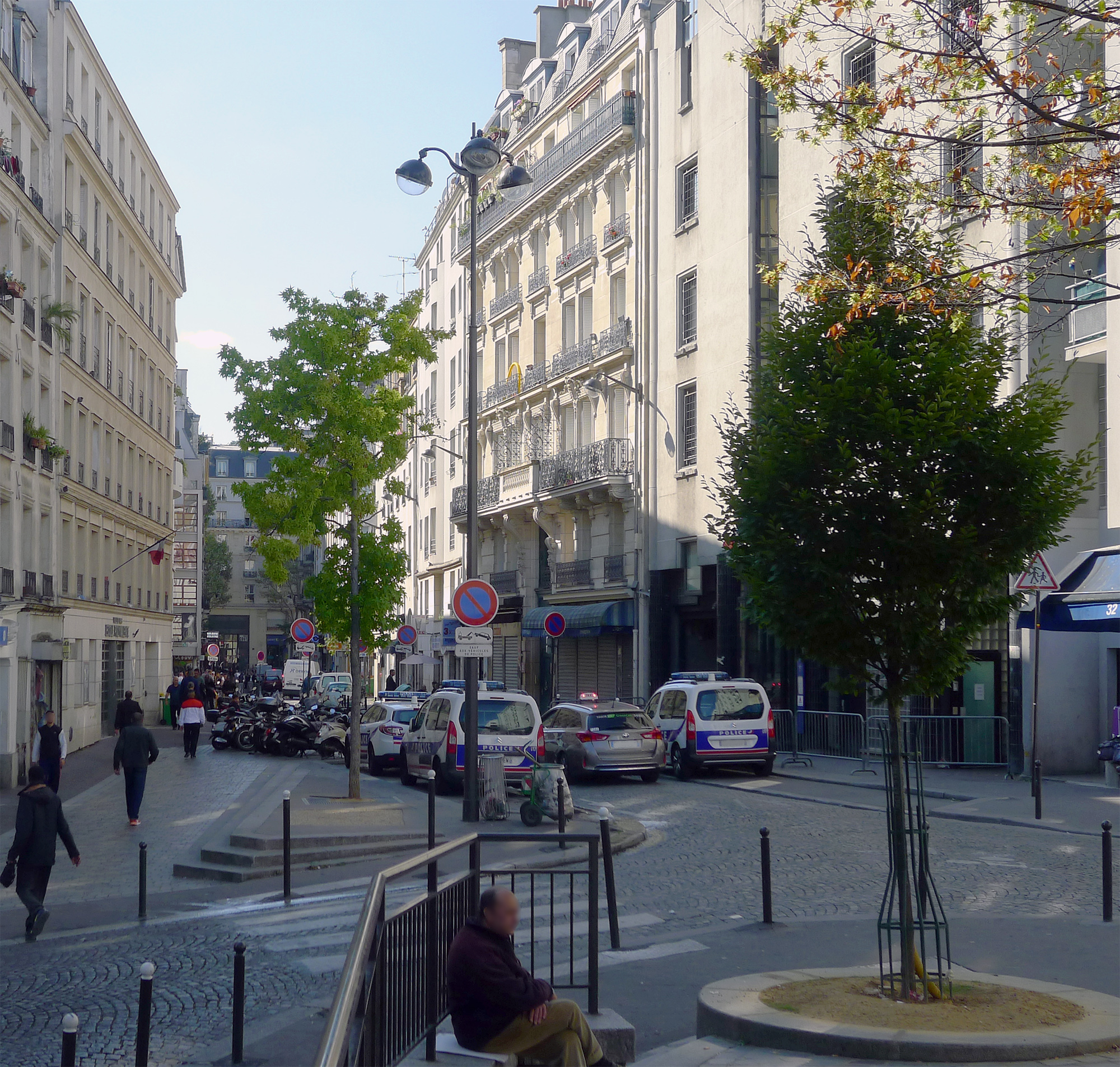
Rue de la Goutte-d'Or.

Début 2005, une émeute éclate dans le quartier de la Goutte-d'Or à Paris (18e arrondissement), à la suite de la grave blessure par balle causée par un fonctionnaire de police à un jeune homme de 19 ans soupçonné de revendre du crack. Des habitants du quartier réagissent à la supposée bavure et brisent des vitrines, des voitures et des cabines téléphoniques. Six policiers sont légèrement blessés. 
Le 1er avril 2005, un jeune homme en scooter se tue en essayant d'échapper à une patrouille de la brigade anti-criminalité (BAC), suscitant plusieurs jours de violences urbaines à Aubervilliers.
Le 20 juin 2005, un enfant est tué par une balle lors d'une fusillade entre deux bandes rivales à la Cité des 4000 à La Courneuve. Nicolas Sarkozy, ministre de l'Intérieur, déclare lors de son déplacement sur place vouloir « nettoyer la cité au Kärcher ». Le 25 octobre à Argenteuil, il déclare à une habitante : « Vous en avez assez de cette bande de racailles, hein ? Eh bien, on va vous en débarrasser ».
Du 16 au 19 octobre 2005, quelques jours avant le déclenchement des émeutes nationales, des violences sont identifiées au Mas du Taureau à Vaulx-en-Velin, un quartier connu pour ses soulèvements urbains depuis le début des années 1990. Elles suivent la blessure à la cheville et une rumeur de coma sur un adolescent ayant tenté d'échapper à la BAC sur un scooter volé. Le 27 octobre 2005, dans le quartier de La Duchère à Lyon, dix voitures sont incendiées après une opération de destruction d’un immeuble en présence du ministre des Affaires sociales et du maire de la ville, qui qualifie l'acte de « purement ludique, sans autre motif que de jouer avec l’attention médiatique ».
Le gouvernement intensifie la lutte contre l'économie souterraine et le trafic de drogues qui mobilise une importante main d'œuvre de jeunes des banlieues. Durant les dix premiers mois de 2005, la pression policière contre les trafiquants ne cesse de croître,, et plus de 28 000 véhicules sont incendiés, surtout dans les 750 zones urbaines sensibles.

## Événements déclencheurs

### Mort de Zyed Benna et Bouna Traoré

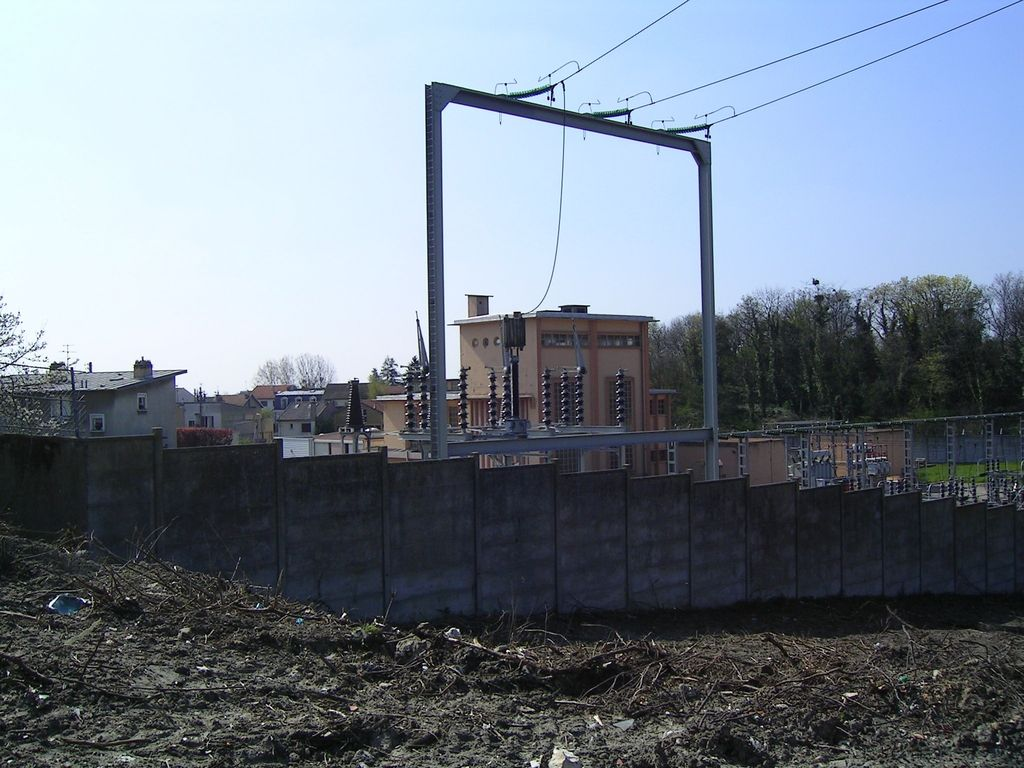
Poste électrique EDF de Clichy-sous-Bois où les deux adolescents meurent le 27 octobre 2005.

Deux adolescents, Zyed Benna (17 ans) et Bouna Traoré (15 ans) meurent électrocutés le 27 octobre 2005 à Clichy-sous-Bois, à l'intérieur de l'enceinte d'un poste source, alors qu'ils fuyaient un contrôle de police,. Une troisième personne de 17 ans, Muhittin Altun, est également blessée en se cachant elle aussi dans le poste.

### Grenade lacrymogène de la mosquée Bilal de Clichy-sous-Bois

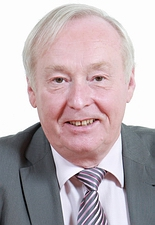
Claude Dilain, maire de Clichy-sous-Bois en 2005.

Un peu avant 22 h le 30 octobre 2005, une cinquantaine d'émeutiers tirent des pierres sur des voitures de police dans le quartier Anatole-France, à proximité du centre commercial où se trouve également la mosquée Bilal de Clichy-sous-Bois, installée dans un ancien entrepôt et ne ressemblant pas à un édifice religieux. Pendant ce temps, plusieurs dizaines de fidèles musulmans font la prière dans le lieu de culte, particulièrement actif en période de Ramadan. Une grenade lacrymogène de type multipot, remise le 29 octobre aux unités mobiles de sécurité de la direction départementale de sécurité publique, explose à 60 cm de la mosquée, qui doit être évacuée en urgence. Olivier Klein, adjoint au maire, se rend sur place immédiatement : voyant les jeunes de Clichy-sous-Bois se rassembler et les Compagnies républicaines de sécurité (CRS) se préparer à charger, il appelle le maire Claude Dilain pour lui demander d'arrêter ces derniers.
Des policiers reconnaissent être « tombés dans un traquenard ». « Rien ne laissait penser que c’était une mosquée. Or, des jeunes, qui étaient à proximité du bâtiment religieux, ont jeté des projectiles sur la police lorsque celle-ci faisait sa ronde ». Une rumeur rapidement démentie laisse entendre que des grenades lacrymogènes ont été envoyées dans l’enceinte même de la mosquée. L'enquête administrative montre que la grenade a bien été lancée par les forces de l'ordre mais a explosé à l'extérieur de la mosquée. Les dirigeants politiques n'expriment pas d'excuses officielles, et le ministre de l'Intérieur déclare : « Il s'agit bien d'une grenade lacrymogène en dotation des compagnies d'intervention (...) ce qui ne veut pas dire que c'est un tir fait par un policier » : les tensions s'attisent, car le modèle est conçu pour ne pas pouvoir être renvoyé par des manifestants.
Selon Claude Dilain, « c'est à partir de ce moment-là que les émeutes se sont généralisées à la France entière », et pas dès la mort des deux adolescents. Le point de vue est partagé par le politologue Gilles Kepel et par le ministère de l'Intérieur,.

## Chronologie des émeutes

### Émeutes en région parisienne

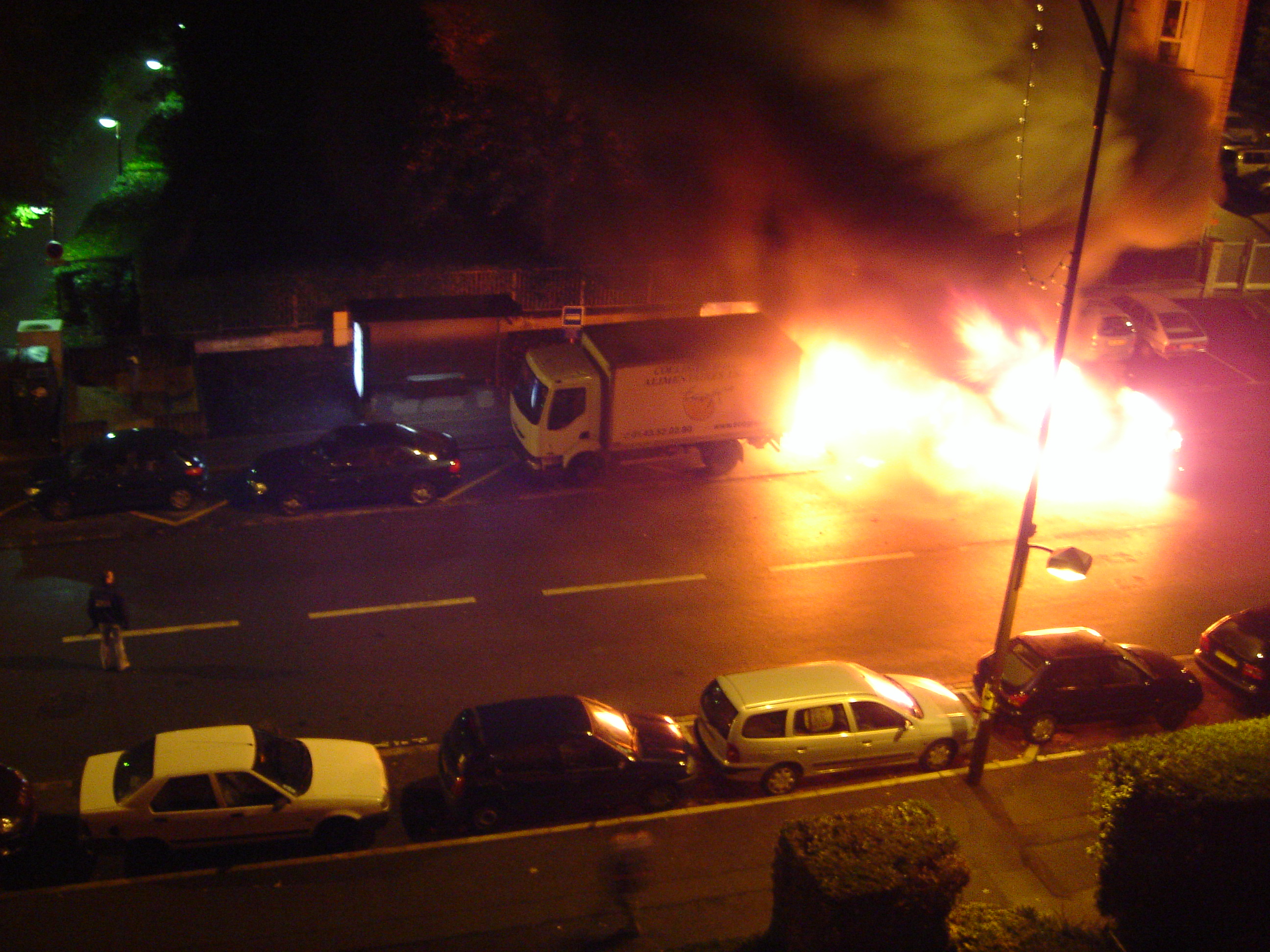
Une voiture en feu à Sèvres pendant les émeutes.

La première phase des émeutes correspond à l'émeute locale à Clichy-sous-Bois et Montfermeil. La rumeur de la mort des deux adolescents circule vite. Des mouvements de rue commencent dans la soirée du 27 octobre, ciblant les forces de l'ordre et les sapeurs-pompiers de Paris. Les émeutes locales s'accentuent le 28 octobre après les premières déclarations de Nicolas Sarkozy niant toute responsabilité de la police, puis s'atténuent dans la nuit du 29 au 30 octobre, après une marche silencieuse des familles accompagnées de cinq cents habitants et soutenues par la municipalité. Elles reprennent dans la nuit du 30 octobre au 31 octobre, après le lancer d'une grenade lacrymogène à l'entrée de la mosquée Bilal à Clichy-sous-Bois. Les premières violences sont des actes de vandalisme spontanés et isolés : un cercle de jeunes révoltés incendie des véhicules et des poubelles, puis attaque des pompiers et des policiers, et enfin des Compagnies républicaines de sécurité (CRS).
Les réactions du ministre de l'Intérieur attisent par deux fois les tensions. La première fois, Nicolas Sarkozy entretient un soupçon de délinquance et nie la course-poursuite avec la police, ce qui revient, pour les proches, à nier le statut de victimes des deux morts et à salir leur mémoire. De la même façon, le refus de reconnaître l'erreur après l'affaire de la grenade lacrymogène est perçu comme un acte de mépris. Le rôle de Nicolas Sarkozy, notamment ses pressions supposées sur TF1, est évoqué dans un livre du journaliste d'investigation Jean-Baptiste Rivoire publié en janvier 2022.
Dans l'opposition de l'époque, Manuel Valls fait mention d'une « violence de plus en plus dure » et de « passages à l'acte plus faciles », tandis que Delphine Batho dénote « une aggravation des faits violents » : cette violence des émeutiers est au cœur des différentes réactions politiques quel que soit le parti. Elle est parfois nuancée, par exemple par Éliane Assassi qui mentionne aussi la violence policière.
Les réactions aux événements déclencheurs eux-mêmes sont très rares, comme les analyses des causes de l'émeute. Dominique Strauss-Kahn mentionne « la baisse des subventions (...), le démantèlement de la prévention », mais très peu de propos politiques reprennent les études pourtant déjà faites sur la politique de la ville et les difficultés socio-économiques des quartiers touchés. Claude Goasguen mentionne les « voyous qui sabotent la banlieue » et Roger Karoutchi parle de « minorité de délinquants qui terrorisent les quartiers afin de préserver leurs trafics lucratifs ». Aucune des communications politiques relevées par l'AFP ne mentionnent le contexte d'émeutes dans les banlieues françaises depuis les années 1970.
Alors que la situation se calme à Clichy-sous-Bois, les émeutes commencent à s'étendre à d'autres quartiers sensibles du département, par émulation et par solidarité affirmée,.
Nicolas Sarkozy, ministre de l'Intérieur, est accusé d'avoir empiré la situation par ses propos. Thierry Mandon cible le « côté spectaculaire » de sa politique, et Arnaud Montebourg le traite de « ministre-pyromane » après l'incident de la mosquée Bilal, une appellation reprise par plusieurs coalitions. Le 4 novembre, le Parti communiste, le député-maire Parti socialiste (PS) de Gonesse, Jean-Pierre Blazy, le député Vert de la Gironde, Noël Mamère, et le député de l'Isère et secrétaire national du PS chargé de la justice et de la sécurité André Vallini demandent la démission de Nicolas Sarkozy.
Quand les émeutes s'étendent et que les événements de Clichy-sous-Bois ne suffisent plus à les expliquer, un consensus naît pour condamner la violence des émeutiers. Par exemple, Georges Fenech et Nicolas Dupont-Aignan appellent à la « création d'une loi anti-émeute » le 2 novembre. Georges Tron considère qu'à ce stade, les émeutes n'ont « plus aucun lien avec la mort des deux jeunes ».
Le PS cesse progressivement de remettre Nicolas Sarkozy en cause : seules quelques voix s'élèvent, comme celle de Jean-Marc Ayrault qui appelle à un « grand débat de fond » sur les quartiers touchés.

### Émeutes en province française

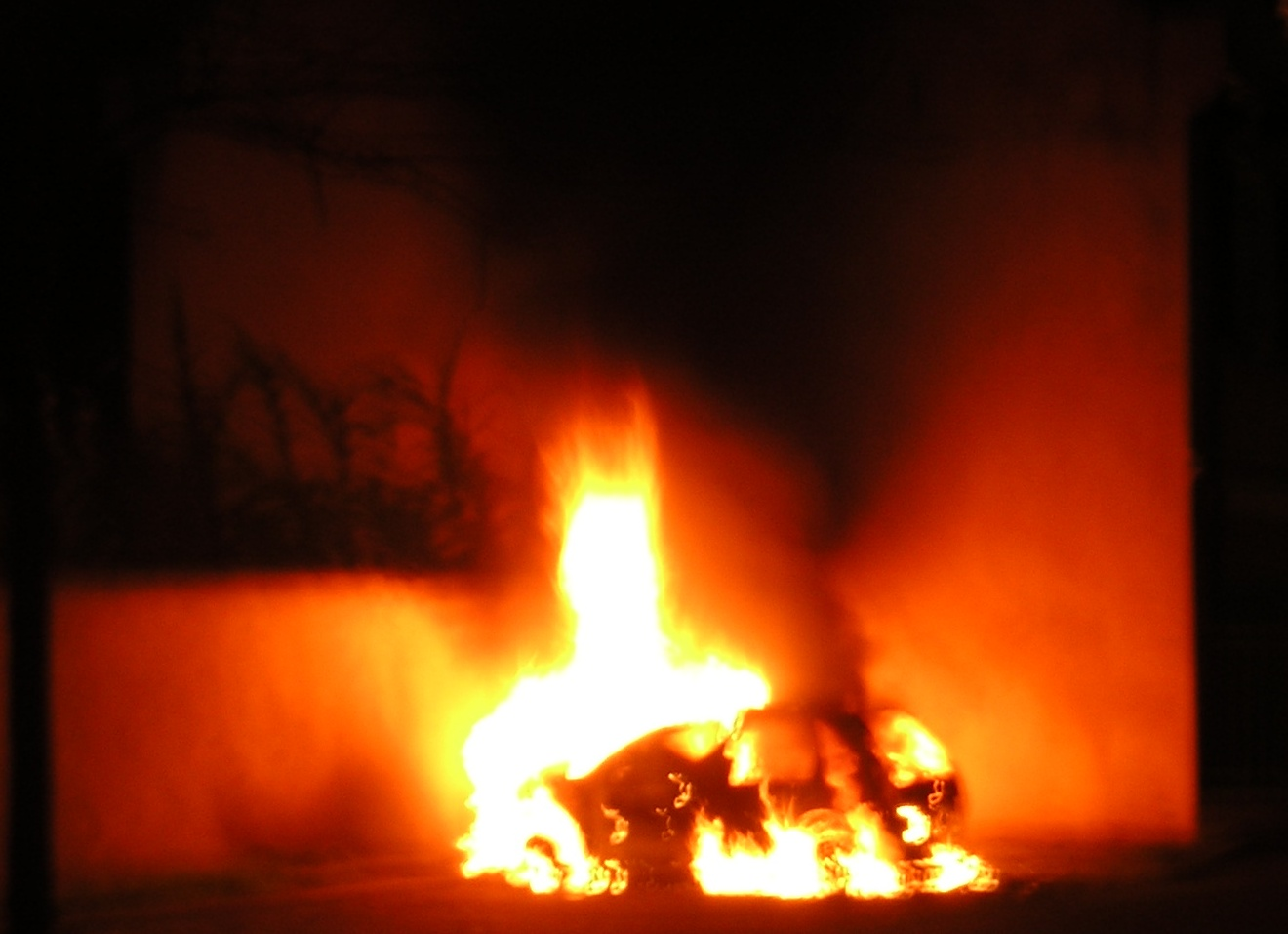
Une voiture en feu à Strasbourg.

La troisième et dernière phase des émeutes débute avec un accroissement des incendies de voitures dans les agglomérations de Rouen, Lyon, Nantes, Rennes, Soissons et dans le Nord. La nuit suivante, Lille, Toulouse, Strasbourg et Bordeaux sont aussi touchées. En deux jours, plus de 80 communes touchées en Île-de-France, les émeutes s'étendent à plus de 200 communes dans la France entière. Il s'agit de la première fois de l'histoire contemporaine qu'une émeute perd son caractère local et s'étend à la nation entière.
Dans le quartier de Planoise, à Besançon, plusieurs voitures sont incendiées dans la nuit du 2 au 3 novembre 2005 dans le hall d'immeuble du Forum. Le feu se communique au bâtiment, et le gardien de l'immeuble Salah Gaham meurt en tentant d'éteindre l'incendie. Il devient le premier mort des émeutes.
Pendant la nuit du 6 au 7 novembre, l'émeute est comparable en province et en région parisienne : à partir de la nuit du 7 au 8 novembre, elle devient majoritaire en province. On compte des zones urbaines sensibles touchées dans une quarantaine de départements.
La nuit du 7 au 8 novembre est celle où les émeutes touchent le plus de terrain, touchant 274 communes et comptabilisant 1 500 voitures incendiées en France. Membre de l'équipe championne du monde de football en 1998 et membre du Haut conseil à l'intégration, Lilian Thuram déclare le mardi 8 novembre 2005 que « avant de parler d'insécurité, il faut peut-être parler de justice sociale ».
Lors du Conseil des ministres du 8 novembre 2005, le gouvernement décrète, en application de la loi no 55-385 du 3 avril 1955 modifiée, l'état d'urgence à compter du 9 novembre. Un second décret, également daté du 8 novembre 2005, établit une liste de territoires répartis dans 25 départements — parmi lesquels la totalité de l'Île-de-France — où des mesures particulières doivent être appliquées dans le cadre de l’état d’urgence,. Dans les faits, il n'est appliqué que dans sept de ces départements. À la suite de ces décrets, le préfet de police de Paris interdit par arrêté tout rassemblement « de nature à provoquer ou entretenir le désordre sur la voie et dans les lieux publics » du samedi matin 10 h au dimanche 8 h.
Le journaliste de Rue89 David Servenay relève qu'« en décrétant l'état d'urgence, le Premier ministre Dominique de Villepin réclame aussi l'intervention de l'armée aux côtés de la police, mais la hiérarchie militaire et le ministre de l'Intérieur Nicolas Sarkozy s'y opposent. Le président de la République Jacques Chirac tranche en faveur de ce dernier. L'épisode provoque une première secousse dans l'armée, qui s'interroge sur son rôle en matière de maintien de l'ordre ». La Ligue communiste révolutionnaire communique pour la première fois au sujet des émeutes pour s'opposer à l'état d'urgence le 8 novembre, invitant « à braver le couvre-feu là où il sera instauré » dans un communiqué de presse. Les Verts refusent d'appliquer l'état d'urgence dans les communes concernées, comme à Bègles où Noël Mamère dit que le pays n'est « pas en guerre civile ». Le 13 novembre, Jean-Marie Le Pen s'amuse sur RTL qu'on dise que Nicolas Sarkozy a copié les préconisations d'instaurer l'état d'urgence exprimées par Marine Le Pen le 4 novembre.
Jacques Chirac s'adresse pour la première fois aux Français via la télévision et la radio le 14 novembre. Il affirme que « ce qui est en jeu c’est le respect de la loi mais aussi la réussite de notre politique d’intégration » et annonce vouloir soutenir les familles « qui connaissent de grandes difficultés ». Il en tire la conclusion qu'« il faut renforcer la lutte contre l’immigration irrégulière et les trafics qu’elle génère », demande aux représentants des communes de « respecter la loi qui leur impose d’avoir 20 % au moins de logements sociaux » et annonce la mise en place d'un service civil volontaire qui « concernera 50 000 jeunes en 2007 ».
Lors d'un Conseil des ministres anticipé de deux jours, le lundi 14 novembre, le gouvernement présente un projet de loi prolongeant de trois mois l'état d'urgence. La loi est votée le 18 novembre et publiée au Journal officiel le 19 novembre.
Un décret, présenté au Conseil des ministres du 3 janvier 2006, met fin à son application à compter du 4 janvier 2006.

### Vue d'ensemble
| Chronologie des émeutes de 2005                                                                                    | Chronologie des émeutes de 2005 | Chronologie des émeutes de 2005 | Chronologie des émeutes de 2005 | Chronologie des émeutes de 2005 | Chronologie des émeutes de 2005 |
| --- | ------------------------------- | ------------------------------- | ------------------------------- | ------------------------------- | ------------------------------- |
| 27 octobre 2005, 2 adolescents de 15 et 17 ans poursuivis par la police meurent électrocutés. Début des violences. |                                 |                                 |                                 |                                 |                                 |
| Bilan au matin du…                                                                                                 | Véhicules incendiés             | Interpellations                 | Policiers blessés               | Morts                           | Lieux touchés                   |
| 28 octobre 2005 | 23                              | -                               | -                               | -                               | Clichy-sous-Bois                |
| 29 octobre 2005 | 29                              | 14                              | -                               | -                               | Clichy-sous-Bois                |
| 30 octobre 2005 | 20                              | 19                              | -                               | -                               | Clichy-sous-Bois                |
| 31 octobre 2005 | 18                              | -                               | -                               | -                               | Clichy-sous-Bois                |
| 1er novembre 2005                                                                                                  | 68                              | -                               | -                               | -                               | Seine-Saint-Denis               |
| 2 novembre 2005 | 228                             | -                               | -                               | -                               | France                          |
| 3 novembre 2005 | 315                             | 29                              | -                               | 1                               | France                          |
| 4 novembre 2005 | 519                             | 78                              | -                               | -                               | France                          |
| 5 novembre 2005 | 897                             | 253                             | 2                               | -                               | France                          |
| 6 novembre 2005 | 1 295                           | 349                             | -                               | -                               | France                          |
| 7 novembre 2005 | 1 408                           | 395                             | 35                              | 1                               | France                          |
| 8 novembre 2005 | 1 173                           | 330                             | 4                               | -                               | France                          |
| 9 novembre 2005 | 617                             | 280                             | 1                               | -                               | France                          |
| 10 novembre 2005                                                                                                   | 482                             | 203                             | -                               | -                               | France                          |
| 11 novembre 2005                                                                                                   | 463                             | 201                             | 8                               | -                               | France                          |
| 12 novembre 2005                                                                                                   | 502                             | 206                             | 2                               | -                               | France                          |
| 13 novembre 2005                                                                                                   | 374                             | 212                             | 2                               | -                               | France                          |
| 14 novembre 2005                                                                                                   | 284                             | 115                             | 5                               | -                               | France                          |
| 15 novembre 2005                                                                                                   | 215                             | 71                              | -                               | -                               | France                          |
| 16 novembre 2005                                                                                                   | 165                             | 44                              | -                               | -                               | France                          |
| 17 novembre 2005                                                                                                   | 98                              | 33                              | -                               | -                               | France                          |
| Total: | 9 193                           | 2 921                           | 56                              | 2                               | France                          |
| Source : déclarations du ministère de l'Intérieur.[réf. incomplète]                                                |                                 |                                 |                                 |                                 |                                 |

## Causes des émeutes

### Rôle des événements de Clichy-sous-Bois

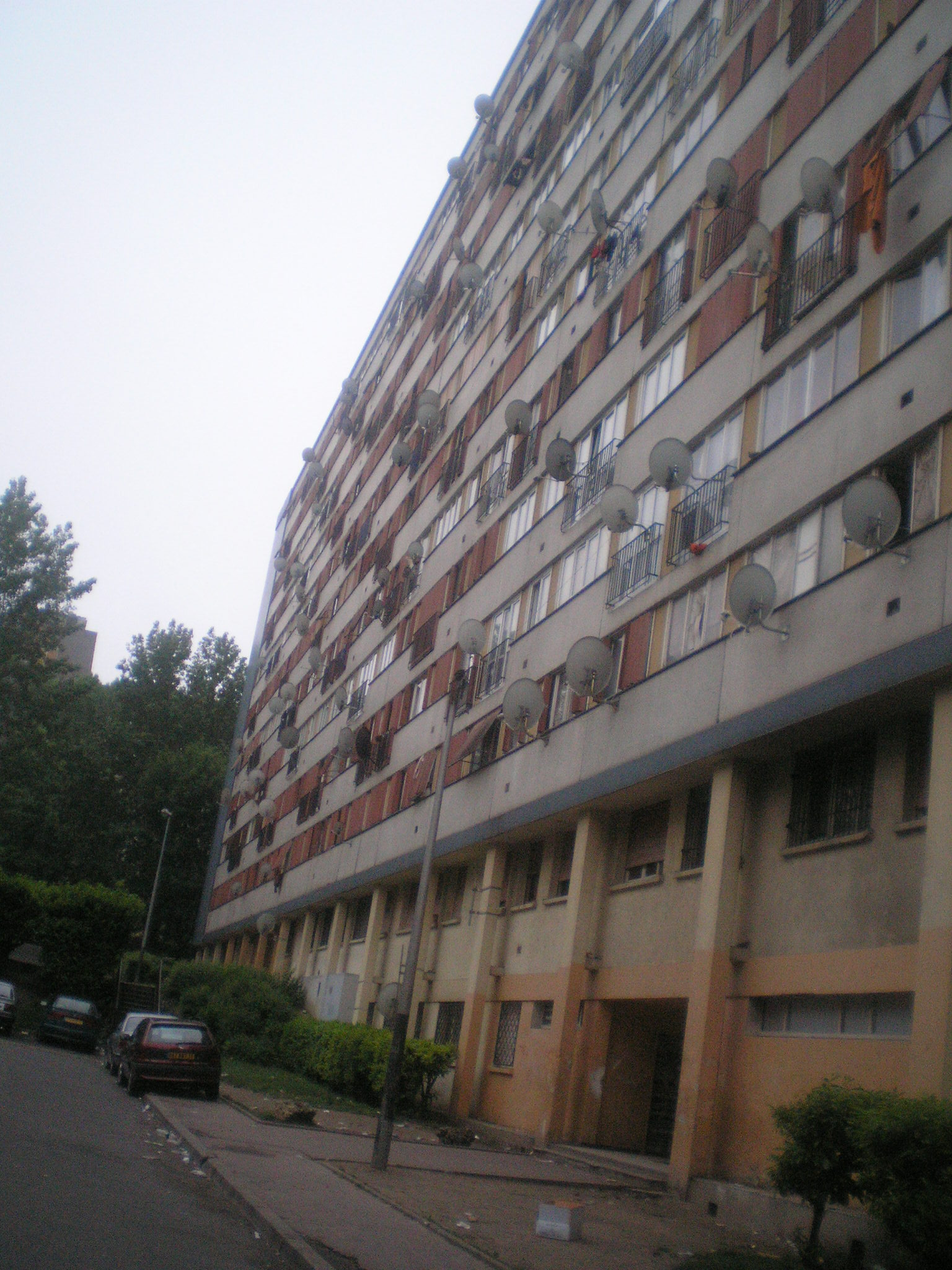
Un bâtiment de logements à Clichy-sous-Bois avant le programme de renouvellement urbain.

Les émeutiers ne semblent pas particulièrement affectés par les événements eux-mêmes, mais plutôt par la responsabilité de la police et les réactions du ministère de l'Intérieur. Par exemple, dans une étude de Laurent Mucchielli, un seul émeutier interrogé sur douze parle de la mort de Zyed Benna et Bouna Traoré de façon détaillée. Les autres insistent plutôt sur l'absence d'excuses de la police après ces morts, ainsi qu'après le jet de grenade lacrymogène contre la mosquée Bilal. Les émeutiers se fondent donc sur un sentiment de légitimité morale face au « déni mensonger » des autorités. Ce motif n'est cependant pas le plus récurrent dans les entretiens, supplanté par l'expérience personnelle des émeutiers, qui se résume par un « vécu d'humiliations multiples accumulées » : discrimination à l'embauche, humiliation à l'école, et pour chacun d'entre eux, violences policières.

### Dégradation de la politique de la ville
La politique publique des emplois aidés permet une certaine insertion sociale et professionnelle des populations en difficulté : leur arrêt crée un fort ressentiment dans les quartiers touchés. Les acteurs associatifs de Seine-Saint-Denis témoignent d'une frustration due à la suspension des crédits de l'État aux associations entre mars et septembre 2005. En particulier, la loi du 17 octobre 1997 sur les emplois-jeunes permet à des jeunes au profil-type des émeutiers de travailler pour les associations et lieux culturels locaux, ainsi que pour la police, permettant de créer une police de proximité qui canalise les tensions : avec la suppression de ces emplois, les jeunes ont l'impression que « ceux qui les entouraient les ont laissé tomber ».
Les violences sont pour 85 % dans des quartiers classés en zone urbaine sensible qui sont en fort contraste de revenus et de taux de chômage des jeunes de 15 à 25 ans avec le reste de leur commune. Un point commun des quartiers est la jeunesse des populations, avec au moins 35 % de jeunes de moins de 20 ans et un grand nombre de familles de 6 personnes et plus. On note enfin une corrélation significative entre la signature d'une convention avec l'Agence de rénovation urbaine, qui procède d'abord à des expulsions avant de commencer la rénovation des quartiers, et les émeutes de novembre 2005.

### Sentiment identitaire des émeutiers
Dans un premier temps, les analystes affirment que les émeutes des banlieues sont des violences « sans revendications » : pour eux, les émeutes trouvent leur origine dans la colère et la frustration des jeunes qui n'ont pas de perspectives professionnelles et sociales.
La Direction centrale des Renseignements généraux (DCRG) remarque que « les jeunes des cités étaient habités d'un fort sentiment identitaire ne reposant pas uniquement sur leur origine ethnique ou géographique, mais sur leur condition sociale d'exclus de la société française », une observation partagée par le Conseil national des villes qui parle de « leur absence de place dans la société ». Les jeunes expliquent leurs motivations en citant la rivalité entre les cités, l'aspect ludique de la destruction, le défi à l'autorité, la volonté de marquer son territoire, et une rancœur très forte envers les représentants de l'État et en particulier la police.

### Criminalité et tensions avec la police
Le ministère de l'Intérieur déclare devant l'Assemblée nationale que 75 à 80 % des émeutiers sont des délinquants connus. Les émeutes traduisent donc, d'après le ministre, « la volonté de ceux qui ont fait de la délinquance leur activité principale de résister à l'ambition de la République de réinstaurer son ordre, celui de ses lois, dans le territoire ». Les magistrats du tribunal de Bobigny, qui jugent en comparution immédiate les émeutiers de Seine-Saint-Denis, démentent les propos en affirmant qu'il s'agit en très grande majorité de profils de primo-délinquants, constat rapidement confirmé par les tribunaux de Créteil, Lyon, Nice et Nancy. C'est ensuite au tour des Renseignements généraux de publier un rapport qui dément à la fois la thèse de la délinquance et celle de l'islamisme radical. De même, les sociologues s'accordent massivement pour écarter la thèse d'émeutes qui ne dépassent pas le rapport habituel à la police, sans revendications.
Bien que les émeutiers ne soient majoritairement pas des délinquants, ils ont un rapport difficile avec la police. Les tensions sont aggravées par l'annulation du projet de polices de proximité mis en place par Jean-Pierre Chevènement, qui canalisait relativement bien les tensions. Les jeunes se sentent directement opposés à la police : « les contrôles, les insultes, les brimades ou les violences physiques ne relèvent pas du fantasme, ils sont fréquents. [La police] peut d’autant plus se le permettre que les policiers savent pertinemment que, dans la plupart des cas, les jeunes ne réagiront et ne porteront pas plainte. » La pression la plus répandue est celle des contrôles d'identité quasi-systématiques et vécus comme une brimade, dans la lignée d'un racisme supposé de la police : « ils ne respectent pas nos enfants. Je crois que c’est parce que, dans le quartier, tout le monde est Noir ou Arabe ». Enfin, les abus policiers sont couplés à leur relative impunité.

## Bilan des émeutes
Le bilan des émeutes est lourd. Selon un décompte rapporté par L’Obs, 224 policiers, gendarmes et sapeurs-pompiers ont été blessés, 6 056 émeutiers interpellés, 1 328 écroués, 233 bâtiments publics détruits ou endommagés et 10 346 véhicules incendiés.

### Morts et blessés
Le premier mort des émeutes est Salah Gaham, jeune gardien d'immeuble mort asphyxié en tentant d'éteindre un incendie dans le quartier de Planoise à Besançon.
Retraité, Jean-Jacques le Chenadec meurt en bas de chez lui à Stains le 7 novembre 2005, victime d'un coup de poing d'un délinquant émeutier en tentant d’éteindre un feu de poubelle. Un hommage lui est rendu en 2015 par la municipalité,.
Deux autres victimes civiles sont répertoriées : Jean-Claude Irvoas, battu à mort le 27 octobre, à Épinay-sur-Seine, alors qu'il prenait en photo un lampadaire pour sa société de mobilier urbain, et Alain Lambert, gardien du lycée de la Plaine-de-Neauphle à Trappes, mort asphyxié tandis qu'il tentait d'éteindre l'incendie d'une voiture déclenché par quatre délinquants.
Après les émeutes, certains sociologues dont Laurent Mucchielli affirment qu'il n'existe pas de lien direct entre les émeutes et ces morts. La principale victime « directe » est une femme handicapée de Sevran, gravement brûlée le 2 novembre dans un bus attaqué dont elle n'a pas pu sortir en raison de son handicap.

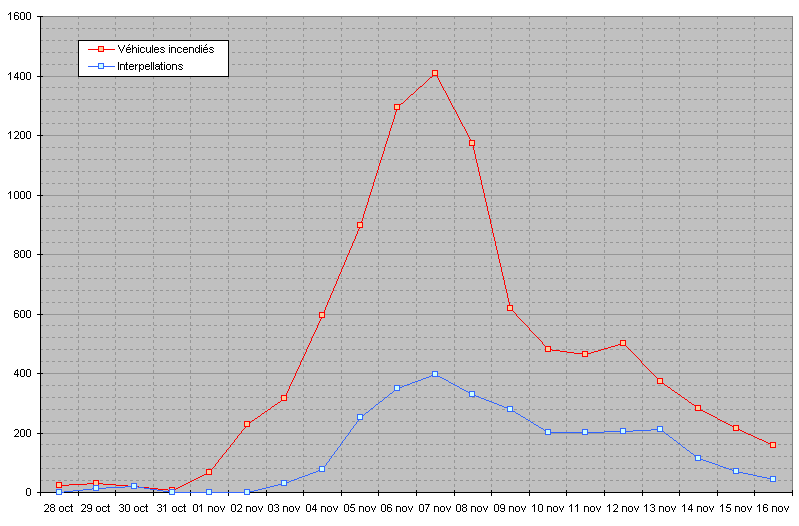
Évolution du nombre des véhicules incendiés (rouge) et des interpellations (bleu) lors des émeutes de 2005.

217 policiers et gendarmes sont blessés durant ces affrontements, sur 11 500 mobilisés. Du côté des émeutiers, il n'y a pas eu de comptage, mais les hôpitaux publics n'ont pas signalé d'afflux particuliers de blessés.

### Véhicules dégradés
Au 21 novembre, selon un total établi par la DGPN, 8 973 véhicules avaient été brûlés depuis le début des émeutes. Par comparaison, environ 28 000 véhicules avaient été détruits entre le 1er janvier et le 30 septembre. 
Un total de 144 bus de la RATP sont caillassés et une centaine de véhicules de la Poste sont détruits.

### Infrastructures
La Fédération française des sociétés d'assurance estime les dégradations à un montant de 200 à 250 millions d'euros,. Au total, le ministère de l'Intérieur compte 233 bâtiments publics dégradés et 74 bâtiments privés. 18 lieux de culte sont dégradés.
À la suite de ces incidents, les primes d'assurance des collectivités en zones urbaines sensibles (ZUS) ont fortement grimpé, générant des dépenses supplémentaires pour ces villes. D'où l'action juridique en 2009 d'une vingtaine de collectivités locales de Seine-Saint-Denis pour faire reconnaître la responsabilité de l'État.
Le gymnase Arnaud-Desmet, incendié dans la nuit du 5 au 6 novembre, est reconstruit et inauguré à l'été 2010, de même que le commissariat de police de Clichy-Montfermeil quelques semaines plus tard. Détruit le 8 novembre, le centre sportif du Cosom de Villepinte est reconstruit puis inauguré en février 2009. La première pierre du gymnase Jean Macé du Blanc-Mesnil, détruit dans la nuit du 3 au 4 novembre, est posée en octobre 2010 pour un équipement plus imposant que le précédent. Incendié le 5 novembre, le gymnase de la Butte verte, affecté à la gymnastique artistique, voit la première pierre de son successeur posée en novembre 2010. Le gymnase du collège Gabriel Péri détruit le 6 novembre est remplacé par un complexe sportif.

### Suites judiciaires

#### Interpellations d'émeutiers et suspensions de policiers pour violences illégitimes
Durant ces troubles, qui à leur pic ont mobilisé 11 200 policiers et gendarmes, 2 921 émeutiers présumés sont interpellés. Au 14 novembre 2005, on compte 597 incarcérations, dont 108 mineurs sur les 2 734 personnes placées en garde à vue. Le 30 novembre, il est fait état de 4 770 interpellations, débouchant sur 4 402 gardes à vue et 763 incarcérations.
Le 9 novembre 2005, le ministère de l'Intérieur annonce la suspension de huit policiers pour violences illégitimes filmées exercées le 7 novembre sur un jeune homme interpellé la veille à La Courneuve. En 2009, deux policiers sont condamnés à un an de prison avec sursis, avec inscription au casier judiciaire, et interdiction d'exercer leur fonction pendant un an alors qu'un troisième écope de six mois de prison avec sursis, avec inscription au casier judiciaire.

#### Procès des policiers impliqués dans les événements de Clichy-sous-Bois
Les parents de Zyed Benna et Bouna Traoré portent plainte contre le policier qui a fait l'appel radio, Sébastien Gaillemin, et la policière stagiaire au standard, Stéphanie Klein. Ils sont tous deux accusés de n'avoir pas tenté de porter assistance aux adolescents entrés dans le transformateur, alors qu'ils étaient conscients des risques pris. En 2007, les deux policiers sont mis en examen pour non-assistance à personnes en danger.
Saisie de l'affaire, l'IGPN dénonce dans un rapport de 2009 la « légèreté » des deux policiers, sans demander leur suspension. Le policier sur place a effectué des vérifications qui lui ont laissé penser que les deux jeunes gens avaient quitté le site, et la policière au standard affirme avoir entendu que deux personnes étaient sorties du transformateur.
Début septembre 2010, la procureure de la République de Bobigny requiert un non-lieu, estimant qu'il n'y a pas de « charges suffisantes » contre les policiers. Le 22 octobre 2010, les deux policiers mis en examen sont renvoyés devant le tribunal correctionnel. Le 25 octobre 2010, le parquet fait appel du renvoi des policiers devant le tribunal correctionnel. Les juges d'instruction estiment que ces policiers n'ont pas accompli les diligences imposées par leur fonction. Le parquet de Bobigny fait à son tour appel, et la cour d'appel de Paris prononce un non-lieu en avril 2011. En octobre 2012, la Cour de cassation renvoie le dossier devant la cour d'appel de Rennes, qui renvoie les deux policiers devant le tribunal correctionnel,.
Le 16 mars 2015 se tient le procès des deux policiers pour non-assistance à personne en danger et mise en danger délibérée de la vie d'autrui. Le 18 mai 2015, le tribunal prononce la relaxe, estimant que les deux policiers n’avaient pas connaissance d’un danger « certain et imminent » pour les jeunes. L'avocat des jeunes décédés Me Jean-Pierre Mignard estime que « la parole de deux policiers blancs l’emporte sur toute autre considération ».
Les familles des deux jeunes font appel. La cour d'appel de Rennes rejuge l'affaire sur les seuls intérêts civils et confirme le jugement de première instance le 24 juin 2016. La partie civile annonce alors son intention de former un pourvoi en cassation. Plusieurs personnalités politiques réagissent aussi au verdict. À droite, le député UMP des Alpes-Maritimes Éric Ciotti se « réjouit » de la relaxe des fonctionnaires alors que la députée FN du Vaucluse, Marion Maréchal-Le Pen, affirme que « ce verdict prouve que la racaille avait bien mis la banlieue à feu et à sang par plaisir et non à cause d'une bavure policière ». Le député UMP Christian Estrosi ajoute que « les familles n'ont qu'à éduquer leurs enfants et faire en sorte qu'ils ne soient pas des délinquants », s'attirant une réaction de la Garde des sceaux Christiane Taubira : « Je suis choquée que des responsables politiques puissent avoir des paroles aussi abjectes alors que les cœurs des mamans et des papas sont encore en lambeaux ». Les personnalités de gauche se montrent nombreuses à regretter le verdict. Pour la secrétaire nationale d'EELV Emmanuelle Cosse, « Zyed et Bouna [sont] morts pour rien et niés par la justice. Ce jugement est incompréhensible ». Le député socialiste Alexis Bachelay cite Victor Hugo : « Faire justice est bien. Rendre justice est mieux ». Le terme de « racaille » employé par l'élue frontiste et le député UMP suscite la colère du maire de Clichy-sous-Bois, Olivier Klein, qui le qualifie de « pas respectueux du deuil des familles, ni même de la décision de justice qui a été rendue. C’est méprisant pour les enfants qui sont morts ». Il souligne que « contrairement à ce que certains prédisaient, les quartiers populaires ont accueilli la décision de justice dans le calme, même s’ils ne l’approuvent pas ».

### Conséquences sur l'image de la France
Le 3 novembre, la Russie recommande la prudence à ses ressortissants en France. Le 7 novembre, c'est aussi le cas de l'Australie, de l'Autriche, de la Belgique, du Canada, de la République tchèque, du Danemark, de la Finlande, de l'Allemagne, de Hong Kong, de la Hongrie, du Japon, des Pays-Bas, de la Chine, de la Slovaquie, du Royaume-Uni et des États-Unis.
Plusieurs pays comparent la situation française et la leur pour justifier des nouveaux investissements ou décisions politiques. En Australie, le premier ministre John Howard justifie sa réforme sur les relations industrielles par les émeutes en France qui auraient été causées par un taux de chômage élevé. L'homme d'État allemand Wolfgang Schäuble affirme que la situation n'est pas la même en France et en Allemagne parce que « nous n'avons pas ces immeubles gigantesques qu'ils ont en bordure des villes », mais ajoute que l'Allemagne doit continuer ses efforts d'intégration, surtout des jeunes, pour éviter des émeutes dans le pays. C'est aussi le cas en Italie, où le chef de l'opposition Romano Prodi dit à des journalistes que « L'Italie a les pires périphéries d'Europe. Ne croyons pas être très différents de Paris. Ce n'est qu'une question de temps. » Il ajoute qu'il faut que le gouvernement italien agisse pour améliorer la situation. 
D'autres pays, surtout d'Afrique et du Moyen-Orient, appellent à une meilleure intégration des étrangers sur le sol français. L'Iran exige que la France traite mieux ses minorités en les respectant et en respectant leurs droits humains. De même, le président sénégalais Abdoulaye Wade appelle à « casser les ghettos et intégrer les Africains qui demandent à être intégrés ». Le premier ministre turc Recep Tayyip Erdoğan lie les émeutes au mécontentement populaire dû à l'interdiction du voile à l'école, tandis que Dominique de Villepin répond : « c'est sans rapport ».
Enfin, le chef du Parti libéral-démocrate de Russie Vladimir Jirinovski affirme que les émeutes ont été fomentées par la CIA pour affaiblir l'Europe. De son côté, Sean McCormack affirme au nom des États-Unis qu'il s'agit d'un problème français, que la France doit régler elle-même.

### Conséquences sur la popularité des politiques français
Le parti UMP, affaibli quelques mois plus tôt par la victoire du Non au référendum constitutionnel sur l'Europe de mai 2005, fait campagne sur ce thème au moyen d'achat de liens publicitaires sur Google. Un lien apparaît dans les résultats de recherche sur des mots clés comme banlieue, émeute, racaille, anarchiste, républicain, socialiste, fédéraliste, politique, trotskyste, marxiste, incivilité ou encore démocrate et dirige les visiteurs vers une pétition pour « soutenir la politique de banlieues de Nicolas Sarkozy ». 
C'est la première fois qu'un parti politique français achète des liens commerciaux sur un moteur Internet.
La popularité du ministre de l'Intérieur Nicolas Sarkozy fait un bond de 11 points, pour s'établir à 63 % d'opinions favorables en novembre. Le Premier ministre Dominique de Villepin (+ 7 points) à 58 % et le président Jacques Chirac (+ 6 points) à 39 % bénéficient aussi de leur gestion de la crise. 
Le Front national compte 12 000 demandes d'adhésion à son parti entre le début des émeutes et la première quinzaine de décembre ; le Mouvement pour la France en annonce 3 000.

## Couverture médiatique

### En France
Si les émeutiers sont généralement présentés comme des victimes du chômage, d'une relégation sociale et géographique ou de discriminations, la couverture médiatique des événements suit généralement deux lignes éditoriales opposées quant aux causes de leurs maux : soit la responsabilité en revient aux institutions républicaines, qui auraient abandonné certaines populations (la police étant alors un facteur actif de discrimination), soit ces populations seraient elles-mêmes responsables (la police étant alors un facteur passif de discrimination, par réaction)).
La couverture se concentre d'autant plus sur les actions de Sarkozy qu'il est en campagne : les émeutes elles-mêmes sont la toile de fond de ce reportage, ce qui peut biaiser leur couverture. Par exemple, France 2 refuse de prime abord de diffuser la vidéo d'un groupe de policiers frappant un jeune, par « souci de responsabilité » ; de son côté, I-Télé met en question le fait de « prendre tant de précautions quand il s’agit du pouvoir et si peu lorsqu’il s’agit du contre pouvoir ».
Jean-Claude Dassier, le directeur général de la couverture des actualités sur TF1, admet avoir censuré la couverture médiatique des émeutes pour ne pas encourager les politiques d'extrême-droite. De même, France 3 cesse de rapporter le nombre de voitures brûlées pour ne pas encourager un « concours » entre les délinquants.
Des journalistes suisses s'installent à Bondy pour couvrir les émeutes depuis l'intérieur même des banlieues, donnant ainsi naissance au Bondy Blog, dirigé et animé par des personnes originaires de quartiers sensibles,.

### En dehors de France
La presse étrangère parle immédiatement d'émeutes dues aux problèmes d'intégration ethnique. Les politiciens français, voire la société française, sont parfois très durement critiqués. Les médias anglo-saxons sont accusés par des journalistes français d'avoir exagéré la situation.
La presse russe évoque une « guerre ethnique » et titre, entre autres : « La France est revenue à la guerre d'Algérie ». L'ensemble des émeutiers sont identifiés comme des « Arabes » et les violences interprétées comme un clash des civilisations sur fond de conflit religieux qui menacerait l'Occident. Le « communautarisme » et le « multiculturalisme » sont également souvent mis en cause.
Le Premier ministre Dominique de Villepin, interviewé le 29 novembre 2005 sur CNN, préfère parler de « troubles sociaux » plutôt que d'émeutes. Il affirme que ces émeutes n'ont entraîné aucun décès, une précision importante face à la comparaison des médias américains entre ces événements et les émeutes de 1992 à Los Angeles : les quatre décès recensés, ainsi que la mort de Zyed Benna et Bouna Traoré, sont considérés sans rapport direct avec les émeutes.

### Controverses
Certains acteurs associatifs de banlieue (notamment issus d'AC le feu) ont déclaré qu'à la suite des émeutes, nombre de journalistes et reporters avaient pris l'habitude, en venant faire des reportages sur les banlieues, d'alimenter leurs articles de faux témoignages ou en payant des jeunes pour simuler des délits face à la caméra. L'ampleur sans précédent de la couverture médiatique des émeutes attise également une forme de compétition entre cités pour attirer l'attention. 
La question du rôle de la télévision dans l'aggravation des émeutes est contestée – ce n'est pas la première fois que des événements violents sont couverts par les chaînes nationales. De plus, montrer chaque jour les émeutes à l'échelle nationale n'aurait pas d'effet incitatif, la compétition entre cités étant surtout locale. En revanche, la responsabilité des médias locaux serait bien réelle, par exemple quand des journaux locaux publient le nombre de voitures brûlées par quartier ou commune.

## Analyses

### Profil sociologique des émeutiers
Un rapport de la Direction centrale des Renseignements généraux daté du 23 novembre 2005 et publié par le journal Le Parisien du 7 décembre parle d'une « forme d'insurrection non organisée avec l'émergence dans le temps et l'espace d'une révolte populaire des cités, sans leader et sans proposition de programme ». 
Dans les Yvelines, 121 personnes sont arrêtées, dont 2 femmes. On compte autant de majeurs que de mineurs, la tranche d'âge des 18 à 21 ans étant la plus représentée. L'immense majorité des personnes interpellées vit dans un logement HLM chez ses parents ; 81 % des interpellés vivent dans le quartier où ils sont arrêtés. 26 personnes interpellées sont déjà connues des services de police, tandis que sur les 59 jeunes scolarisés à l'heure de leur arrestation, les 10 d'entre eux qui sont l'objet d'une investigation poussée sont des éléments perturbateurs en classe. En Seine-Saint-Denis, 300 hommes sont arrêtés et aucune femme. 52 sont relâchés par absence de faits attestés. Sur les 300, on compte 122 majeurs et une légère majorité de personnes qui ne sont pas connues des services de police. On compte 85 mineurs (sur 178) dont le décrochage familial et scolaire a déjà été l'objet de signalements et de prises en charge. Plus de la moitié des personnes interpellées ne compte aucune activité professionnelle ou sociale. 
Philippe Jeammet, psychiatre, estime que « plus l’adolescent a peur, plus il est tenté de faire peur pour dissimuler son anxiété ». On note un lien entre la faiblesse des institutions locales et la violence des émeutes. Avec des émeutiers jeunes et venant de famille monoparentales nombreuses, la solidarité se fait entre les jeunes de chaque cité en cas de problèmes avec la police, d'où que vienne la faute. 

### Ethnicité
Selon le sociologue Hugues Lagrange, les émeutiers sont surtout des jeunes d'origine africaine, issus des dernières vagues d'immigration en France. Il note toutefois que des jeunes de toutes origines ont été interpellés, comme on peut le constater dans le journal Le Monde. 95 % des émeutiers interpellés sont de nationalité française. Il remarque enfin que dans les zones de forte ségrégation, où les populations immigrées et les populations autochtones se mélangent peu, les émeutes n'ont pas eu lieu. En Seine-Saint-Denis, la quasi-totalité des personnes interpellées est française, mais on compte une majorité de personnes « issues de l'immigration », dont un peu plus de la moitié de familles maghrébines. 
Pour certains auteurs, la question de l'ethnicité des émeutiers dépasse l'identité de classe, disparue avec l'emploi, et se crée quand il est difficile d'identifier un ennemi commun : elle compense les identités perdues. À l'opposé, d'autres auteurs s'appuie sur le rapport des vagues d'immigrations récentes au modèle républicain en crise. Ainsi, les jeunes français d'origine immigrée bénéficient d'une assimilation culturelle très forte, mais les marqueurs identitaires ont gagné en importance en parallèle de cette intégration. Pour ces auteurs, il ne s'agit donc pas d'un communautarisme des fils d'immigrés africains et nord-africains, mais d'un retournement du racisme pour le transformer en source de fierté et d'appartenance. 
Le mardi 8 novembre, Nicolas Sarkozy déclare avoir « demandé aux préfets que les étrangers, qui sont en situation régulière ou irrégulière, qui ont fait l'objet d'une condamnation, soient expulsés sans délai de notre territoire, y compris ceux qui ont un titre de séjour. Quand on a l'honneur d'avoir un titre de séjour, le moins que l'on puisse dire c'est que l'on n'a pas à se faire arrêter en train de provoquer des violences urbaines ». Pour Dominique Sopo, président de SOS Racisme, « le nombre d'étrangers expulsables ne dépasse pas la dizaine ». Selon Laurent Mucchielli, 120 étrangers sont potentiellement concernés, en incluant ceux dotés d'un titre de séjour. 
Sur l'ensemble des condamnations judiciaires, à la suite des « violences urbaines », les étrangers représentent 6 % du total. Selon Le Parisien, alors que Sarkozy parle de « six dossiers à suivre » lors de la première expulsion d'un étranger le 3 février, seules deux personnes sont en cours d'examen de dossier. Pour les autres cas, les avis consultatifs négatifs des tribunaux sont suivis par les préfets, les intéressés n'ayant souvent aucune condamnation ni profil désocialisé.

### Liens religieux et politiques
Pour le politologue et islamologue Gilles Kepel, les émeutes de 2005 « permettent, à côté de la participation politique massive des enfants de l’immigration musulmane, l’émergence d’une minorité salafiste visible et agissante ». Il voit ainsi dans les émeutes de 2005 le point de départ du jihadisme de « troisième génération », répondant à l'Appel à la résistance islamique mondiale d'Abou Moussab al-Souri et qui donnera ses premiers résultats tangibles avec l'affaire Mohammed Merah en 2012. D'après le rapport de la DCRG, cependant, les autorités islamistes n'ont joué « aucun rôle dans le déclenchement des violences et dans leur expansion », tandis que l'extrême-gauche « n'a pas vu venir le coup et fulmine de ne pas avoir été à l'origine d'un tel mouvement » : en conclusion, la thèse du soulèvement organisé est écartée. Il en est de même pour le rapport du Conseil national des villes. Les enquêtes des Renseignements généraux ne montrent pas d'influence religieuse dans les violences. Au contraire, des représentants de l'Islam ont parfois tenté de s'imposer comme médiateurs : l'UOIF publie un texte recommandant aux musulmans de ne pas participer aux émeutes afin d'éviter les amalgames.
Georges Tron estime que les émeutes sont « le fait de groupes extrêmement organisés ». Éric Raoult approuve, identifiant « un certain nombre d'agitateurs et de provocations ». C'est aussi le point de vue de Michèle Alliot-Marie, selon laquelle les vrais fautifs sont un « petit nombre de personnes [qui] vit dans l'économie souterraine, de trafic de drogue ou autre, et qui n'ont aucune envie que l'ordre, la paix et le respect de la loi soient ramenés dans les quartiers ».
Roger Karoutchi suppose que les jeunes sont « par des petits groupes soit très marqués pour leur suractivité islamiste, soit très marqués à l'extrême gauche ». Dans la même veine, Alain Finkielkraut avance auprès de Haaretz qu'on « aimerait bien réduire ces émeutes à leur dimension sociale », mais qu'« il est clair que cette révolte a un caractère ethnique et religieux. »

### Intégration des familles immigrées
Les 15 et 16 novembre 2005, le ministre délégué à l'emploi, Gérard Larcher, et le président du groupe UMP à l'Assemblée nationale, Bernard Accoyer, affirment que la polygamie constitue l'une des causes de ces violences urbaines. Le ministre de l'Intérieur, Nicolas Sarkozy, avait déjà déclaré le 10 novembre qu'« il y a[vait] plus de problèmes pour un enfant d'un immigré d'Afrique noire ou d'Afrique du Nord que pour un fils de Suédois, de Danois ou de Hongrois. Parce que la culture, parce que la polygamie, parce que les origines sociales font qu'il a plus de difficultés ». 
Hélène Carrère d'Encausse, secrétaire perpétuel de l'Académie française, tient des propos similaires au journal Libération : « Tout le monde s'étonne : pourquoi les enfants africains sont dans la rue et pas à l'école ? Pourquoi leurs parents ne peuvent pas acheter un appartement ? C'est clair, pourquoi : beaucoup de ces Africains, je vous le dis, sont polygames. Dans un appartement, il y a trois ou quatre femmes et 25 enfants. Ils sont tellement bondés que ce ne sont plus des appartements, mais Dieu sait quoi ! On comprend pourquoi ces enfants courent dans les rues ». 
Ces déclarations suscitent une polémique. Pour Manuel Valls, « donner à penser que les problèmes actuels des banlieues seraient directement liés à la polygamie est gênant, voire insupportable ». D'après le député communiste Jean-Claude Sandrier, « les autorités cherchent des boucs émissaires […] Le principal problème pour l'intégration c'est l'emploi ». Le Conseil national des villes souligne que les adultes ont très souvent joué un rôle pacificateur dans les violences urbaines, se mobilisant pour se positionner entre la police et les jeunes et étant donc à l'opposé du rôle que les personnalités accusant la polygamie leur prêtent.

### Violence des jeunes hommes
L'historien Robert Muchembled fait le lien entre les émeutes et d'autres explosions de violence populaire de l'histoire de France (jacqueries, Révolution française…), dont les auteurs sont toujours très majoritairement des hommes jeunes. Il remarque que, même si la tendance à long terme du niveau de violence juvénile masculine est une baisse continue, des remontées sont observées lorsque le passage du pouvoir de la vieille à la jeune génération est rendu difficile par une forte croissance démographique, ou une longue période de paix, limitant la canalisation de la violence par le combat guerrier. Cette tension entre les générations conduit à une angoisse des adultes face à la violence juvénile. Selon lui, les émeutes de 2005, et leurs conséquences sécuritaires, correspondent à ce type de configuration.

## Postérité

### Initiatives politiques
Le 8 novembre 2005, Dominique de Villepin annonce une série de mesures, notamment la réservation aux quartiers difficiles de 20 000 contrats d'accompagnement pour l'emploi et contrats d'avenir et la dynamisation des associations locales. En avril 2006, la loi égalité des chances crée des classes préparatoire aux grandes écoles dans les zones urbaines sensibles, installe une agence pour la cohésion sociale, renforce les pouvoirs de la Haute Autorité de lutte contre les discriminations et pour l'égalité.
Ces initiatives cessent à l'élection de Nicolas Sarkozy à la présidence de la république, et seul le renouvellement urbain continue. La situation s'améliore légèrement sous François Hollande, mais reprend son niveau précédent à l'investiture de Manuel Valls en tant que premier ministre. Un an après les émeutes, les maires des villes où les émeutes ont eu lieu s'alarment de l'absence d'actions entreprises par le gouvernement pour améliorer la situation, indiquant que les quartiers concernés ont le sentiment que rien n'a changé. Pour le Conseil national des villes, les émeutes pourraient se reproduire, la situation ne s'étant pas améliorée. Dix ans après les émeutes, la situation reste tendue, bien qu'un programme de renouvellement urbain soit mis en place aux côtés du développement de certains services publics.
De 2005 à 2015, le paysage des cités change du tout au tout, d'abord en raison d'une lourde opération de politique de la ville : 48 000 000 000 € (57 513 600 000 €2024) sont dépensés en l'espace de dix ans pour rénover plus de 600 quartiers. En tout, on compte 151 000 logements démolis, 136 000 reconstruits et 320 000 réhabilités. D'autres opérations de renouvellement urbain sont mises en place, par exemple l'ajout de voies publiques et de transports en commun pour désenclaver les quartiers sensibles, souvent à l'écart de la ville. 
Si les améliorations urbaines sont très visibles, la pauvreté, elle, s'aggrave après les émeutes. L'Observatoire national des zones urbaines sensibles remarque que les écarts économiques entre zones sensibles et le reste du territoire se sont creusés pendant et après la crise de 2008, comptabilisant le triple de familles vivant sous le seuil de pauvreté en moyenne. Le chômage reste très élevé : 10 points de plus que dans le reste du territoire, et 45 % chez les jeunes. Les habitants des quartiers sensibles ont donc tendance à rapporter que la rénovation urbaine n'a pas amélioré leurs conditions de vie.

### Dans la culture
Selon la chercheuse britannique Christina Horvath, les émeutes de 2005 en France ont été présentées dans les médias comme des violences gratuites parce que les revendications politiques qu'elles portaient étaient peu explicitées, ce qui a aussi mené beaucoup d'universitaires et d'intellectuels à proposer des explications sociologiques des évènements. Selon Horvath, certaines œuvres culturelles seraient pourtant plus aptes à révéler les tenants et les aboutissants des évènements, citant les romans de Mabrouck Rachedi, Wilfried N'Sondé et Rachid Santaki.
Les émeutes de 2005 sont longuement évoquées dans le roman d'Aurélien Bellanger, Le Grand Paris.
Les émeutes ont une influence particulière dans le milieu de la musique, et en particulier du hip-hop français. Elles sont le sujet principal de la chanson d'Axiom Ma lettre au président. Cette chanson se veut comme une lettre ouverte au président Jacques Chirac, à laquelle ce dernier répond publiquement.
En 2006, Keny Arkana sort une chanson intitulée Nettoyage au Karcher, référence directe à la citation de Nicolas Sarkozy prononcée quelques semaines avant le déclenchement des émeutes. Elle y chante « nettoyage au karcher, sortez les dossiers du placard, c'est à L’Élysée que se cachent les plus grandes des racailles ». La même année, le groupe Sniper chante Brûle, qui retrace les événements survenus dans les banlieues françaises et présente le point de vue des émeutiers : « Oui des reuf ont réagi face aux propos outranciers / Un crime impuni d'la gazeuse dans une mosquée / Du Mirail au Bosquet engrenage dramatique / L'effet fait boule de neige, faute au matraquage médiatique ».
Le 16 janvier 2007, un album d'hommage à Zyed et Bouna est produit par un ensemble d'artistes du rap : RS 4, un groupe clichois, en est à l'origine. L'album contient quinze morceaux produits entre autres par Diam's, Akhenaton, Faf Larage, Alibi Montana et Kery James. Il inclut aussi une chanson composée et interprétée par les élèves du collège Robert-Doisneau.
Les émeutes marquent fortement la réalisatrice franco-turque Deniz Gamze Ergüven qu'elle voit comme une « détresse émotionnelle arrivée à un niveau extrême ». Découvrant par la suite les émeutes de 1992 à Los Angeles, elle fait un rapprochement entre les deux événements et décide de faire un film sur les deuxièmes, Kings, sorti en 2018.
Dans Hiro, Soprano imagine ce qu'il aurait fait pour rendre le monde meilleur s'il avait eu le pouvoir de remonter le temps, comme le personnage de la série Heroes Hiro Nakamura. Une de ses actions mentionnées est de « débrancher le transfo d'EDF avant que Zyed et Bouna n'arrivent ».

### Sources
- Cet article est partiellement ou en totalité issu de l'article intitulé « Salah Gaham » (voir la liste des auteurs). * (voir aussi la page de discussion)

- (en) Cet article est partiellement ou en totalité issu de l’article de Wikipédia en anglais intitulé « Reactions to the 2005 French riots » (voir la liste des auteurs).